# Hydromanicus feanus
Hydromanicus feanus är en nattsländeart som beskrevs av Navás 1933. Hydromanicus feanus ingår i släktet Hydromanicus och familjen ryssjenattsländor. Inga underarter finns listade i Catalogue of Life.